# 백정의 딸
《백정의 딸》은 SBS에서 2000년 2월 6일에 방영된 특집 드라마로, 인간 이하의 차별대우 속에서 처절한 삶을 살아야 했던 백정과 인권에 눈을 뜬 딸의 모습을 그렸다.
한편, 이 작품은 제작진들이 이들 가족의 수난사에 검질기게 달라붙기 보다는 드라마 《국희》의 성공신화에 기대려는 모습과 신분차별을 철폐해야 한다는 ‘철지난’ 메시지에 집착하여 대사가 교훈조로 흐른 점 뿐 아니라 화면 곳곳에 본 줄거리와 상관없는 ‘침입자’들이 등장했다는 것이 문제점으로 지적됐으며 집필자 박정란 작가는 해당 드라마를 위해 그 동안 집필해 온 MBC 《하나뿐인 당신》에서 중도하차했다.

## 등장 인물
- 이정길 - 백정 이돌
- 이휘향 - 언년의 어머니
- 추상미 - 언년
- 유준상 - 윤호

## 수상
- 2000년 아시아 · 태평양방송연맹(ABU)상 TV부문 최우수작품상[1]
- 2000년 제36회 백상예술대상 신인연출상 이현직[3]